# Otto Felsing (Kupferstecher)
Carl Jakob Otto Felsing (* 7. März 1831 in Darmstadt; † 20. September 1878 in Berlin) war ein deutscher Kupferdrucker und Kupferstecher.

## Leben
Carl Jakob Otto Felsing war der Sohn von Johann Heinrich Felsing. Felsing erlernte als erstes den Beruf des Kunstschlossers. Seine Ausbildung als Kupferdrucker und Kupferstecher erhielt er in der Werkstatt seines Vaters in Darmstadt.
Von 1852 bis 1857 befand sich Felsing zur Weiterbildung in London, danach arbeitete er in der Druckerei seines Vaters in Darmstadt. Im Jahr 1870 übernahm Felsing die Druckerei in Darmstadt von seinem Vater. Der jüngere Bruder Friedrich Felsing (1838–1893) errichtete eine eigene Kupferstich-Druckerei in München.
Im Jahr 1875 gründete er  die Firma „Hof-Kupferdruckerei und Nationaler Verlag Otto Felsing“ in Berlin-Kreuzberg, in der Moritzstraße. Die Druckerei in Darmstadt wurde im gleichen Jahr aufgegeben. Nach dem Ableben Otto Felsing wurde seine Frau, eine geborene Hüter, Eigentümerin der Kupferdruckerei.
Ab dem Jahr 1893 übernahm der Sohn Wilhelm Felsing (* 1868) die Leitung der Druckerei, verlegte diese in die Schöneberger Straße, und spezialisiert sie auf alle Verfahren des Tiefdrucks. Die nur reproduzierende Grafik trat dabei in den Hintergrund. In den 1920er Jahren befand sich die Firma („O. Felsing und Nationaler Verlag Wilhelm Felsing“) in der Bismarckstraße in Berlin-Charlottenburg.
Viele bekannte Künstler ließen bei Felsing drucken; z. B. Lovis Corinth, Otto Greiner, Max Klinger, Käthe Kollwitz, Edvard Munch, Erich Wolfsfeld, Max Liebermann, Ernst Oppler, Max Slevogt und Heinrich Zille.